# Bárbara Mujica
Bárbara Mujica était une actrice argentine.

## Filmographie sélective
- 1957 : La Maison de l'ange de Leopoldo Torre Nilsson
- 1958 : Demasiado jóvenes de  Leopoldo Torre Nilsson
- 1988 : La amiga de Jeanine Meerapfel (doublage voix de Liv Ullmann)

## Galerie

Couvertures (photos : Annemarie Heinrich)
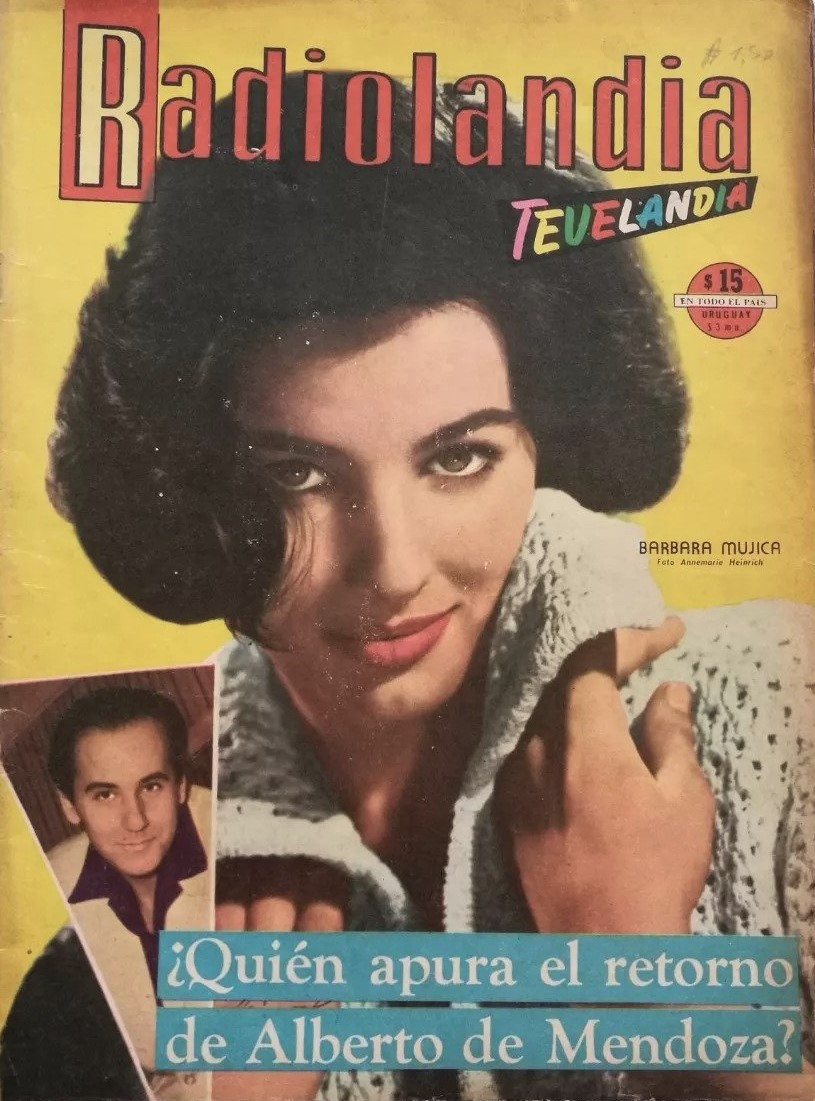
1964
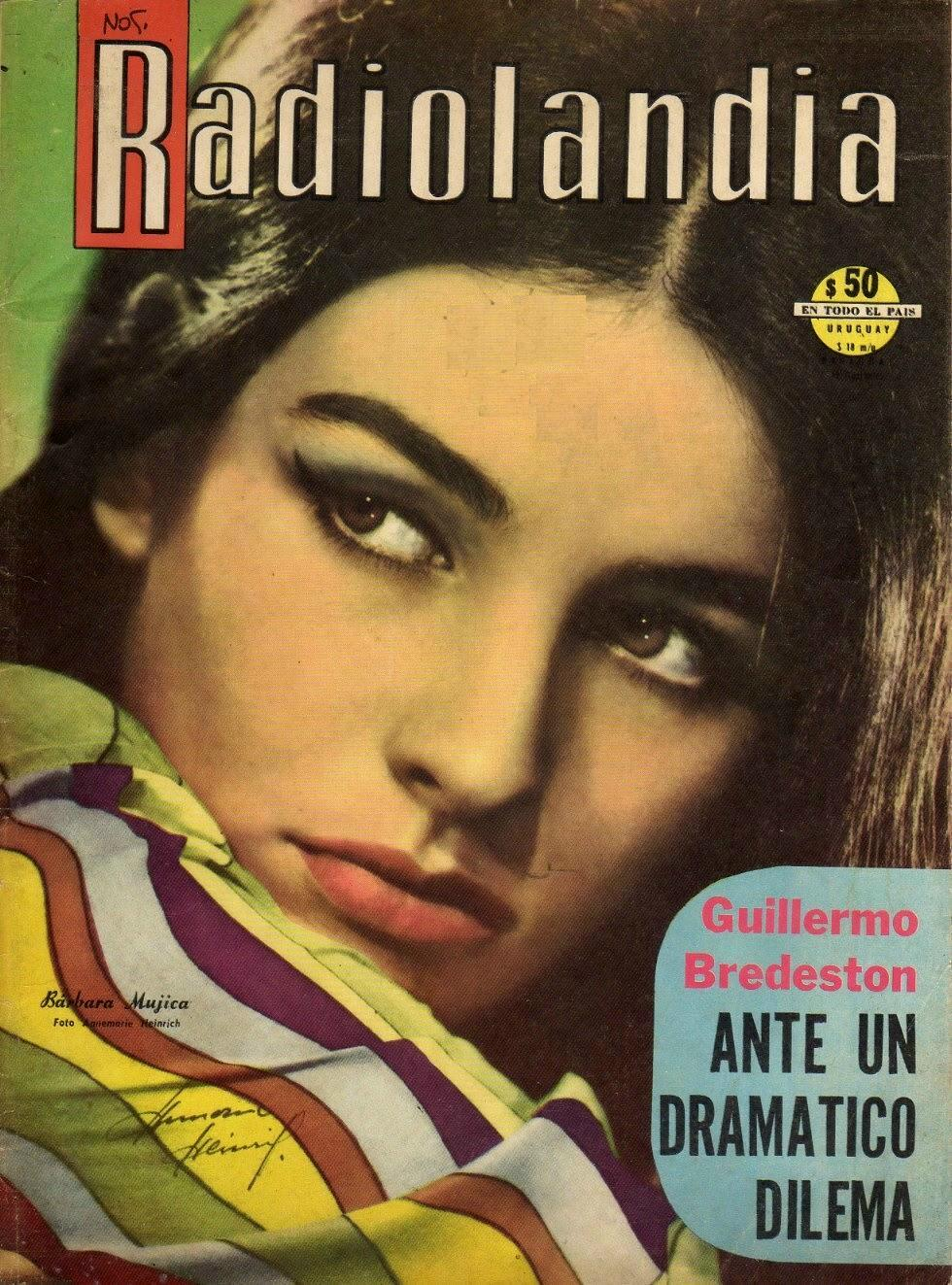
1967
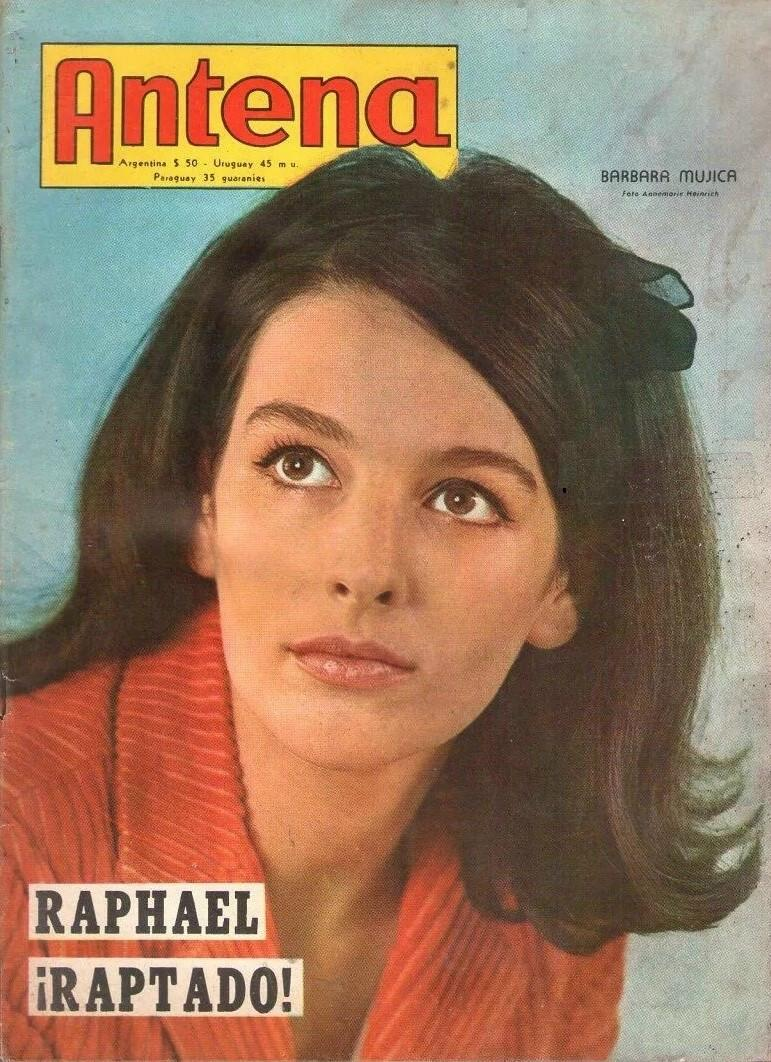
1968

Photos
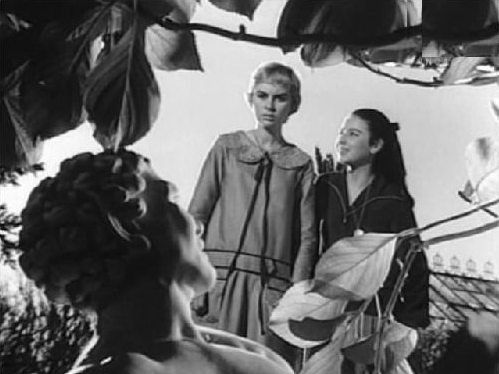
Avec Elsa Daniel dans La Maison de l'ange (1957)
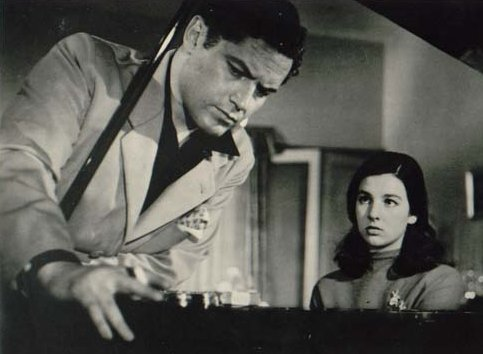
Avec Lautaro Murúa dans Demasiado Jóvenes (1958)
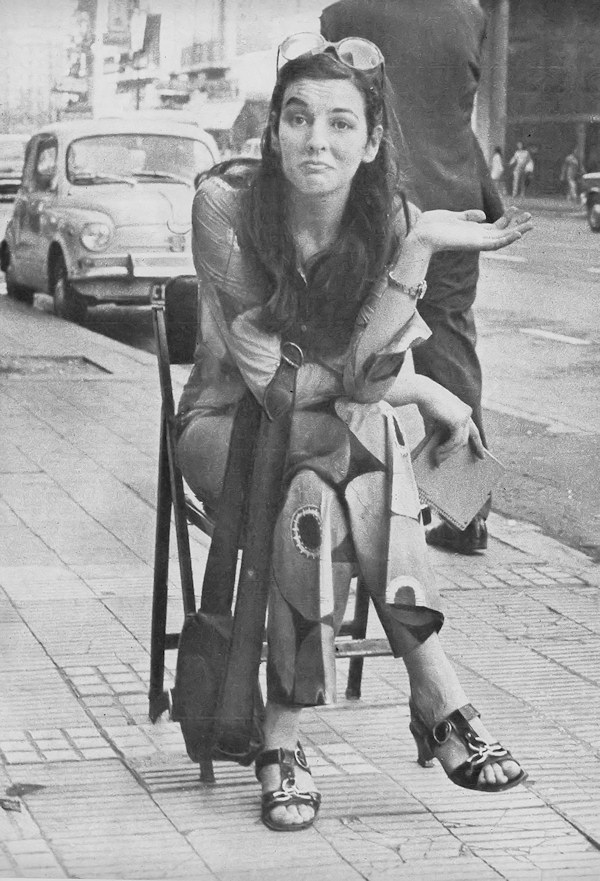
Bárbara Mujica en 1970
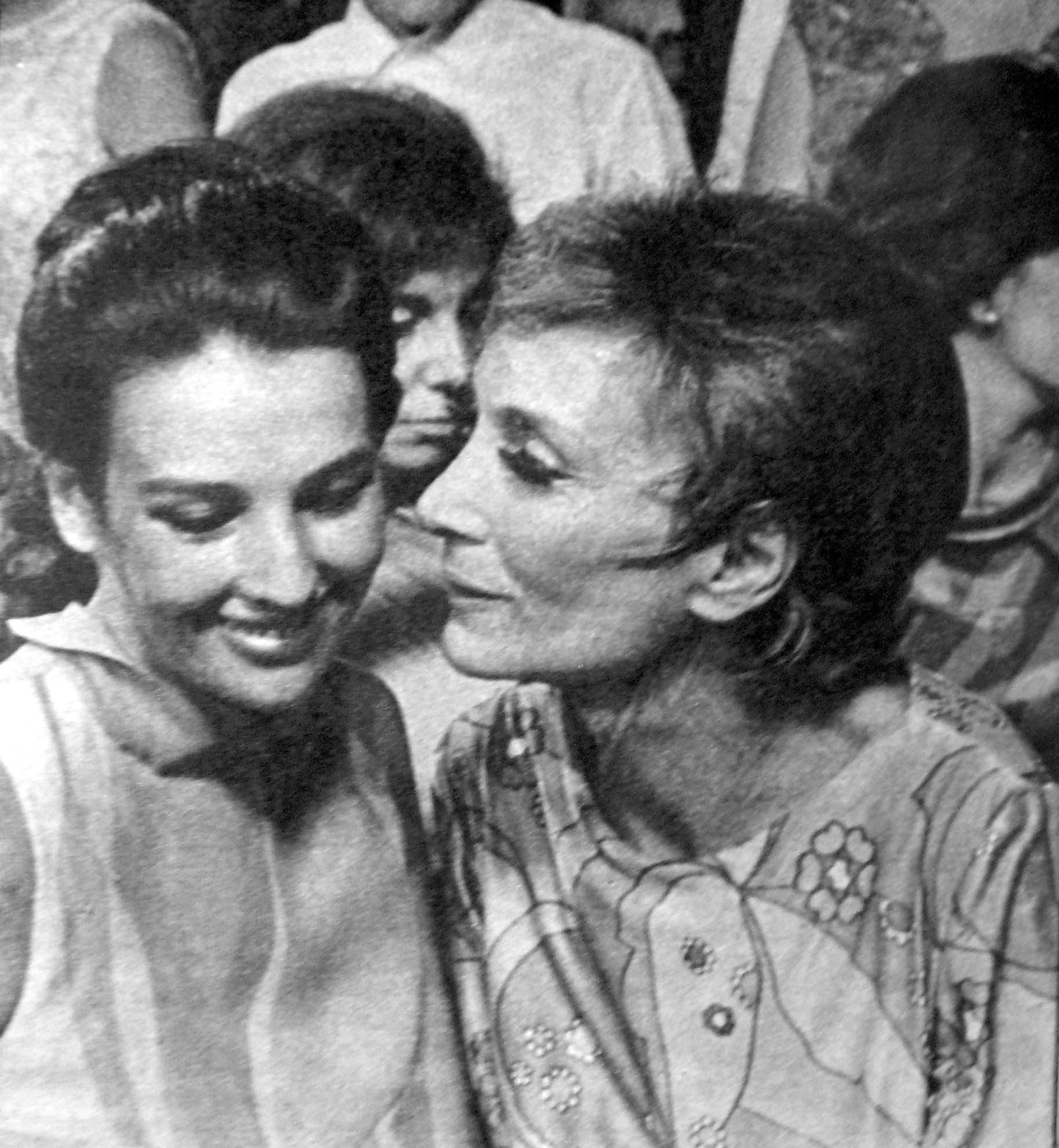
Avec sa mère, l'actrice Alba Mujica
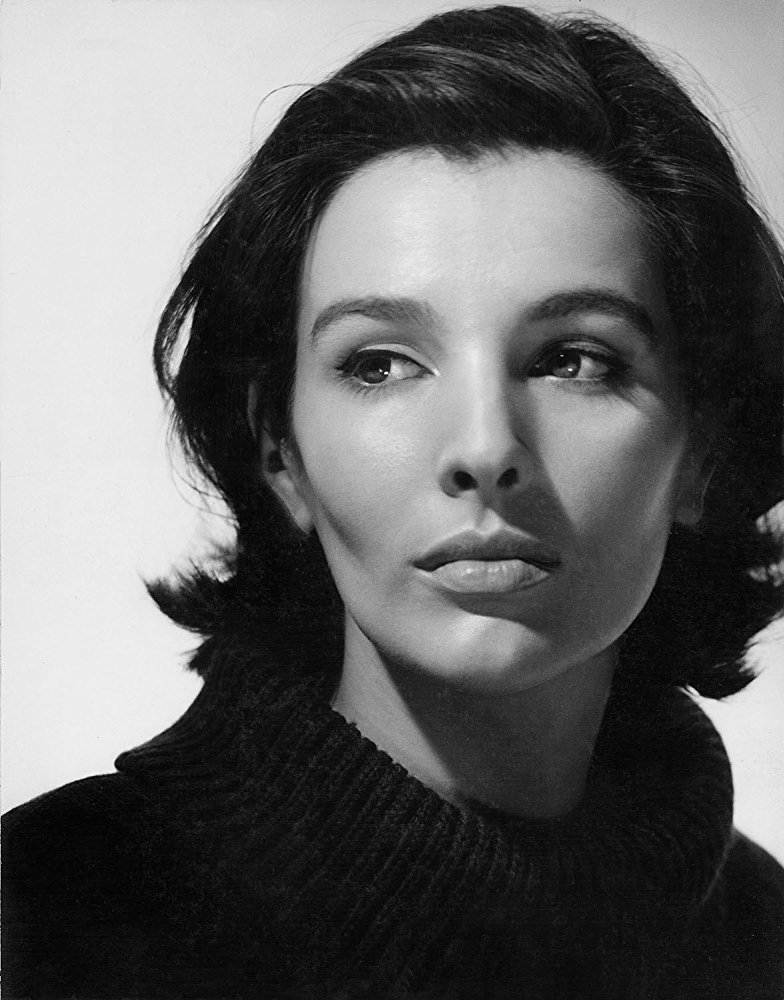
Bárbara Mujica photographiée par Annemarie Heinrich in 1965